# Conocybe tuxtlaensis
Conocybe tuxtlaensis är en svampart som tillhör divisionen basidiesvampar, och som beskrevs av Rolf Singer. Conocybe tuxtlaensis ingår i släktet Conocybe, och familjen Bolbitiaceae. Arten har ej påträffats i Sverige.